# Pomnik Adama Mickiewicza w Gorzowie Wielkopolskim
Pomnik Adama Mickiewicza w Gorzowie Wielkopolskim – pomnik znajdujący się w pobliżu skrzyżowania ul. Orląt Lwowskich i ul. gen. Władysława Sikorskiego w Gorzowie Wielkopolskim. Zaprojektowany został w 1956 roku przez Józefa Gosławskiego.

## Historia
Idea budowy pomnika powstała w związku z obchodami setnej rocznicy śmierci poety. Projekt pomnika wykonano w 1956 roku, a monument odsłonięto rok później 15 grudnia 1957 roku. Odlew wykonano w Zakładach Mechanicznych "Gorzów", zaś fundusze pochodziły ze zbiórki od lokalnej społeczności. W pierwotnej wersji Mickiewicz w lewej ręce trzymał pióro, a w prawej książkę, jednak w trakcie prac członkowie komitetu zmienili koncepcję, przez co ostatecznie jedna z rąk poety jest o 20 cm dłuższa. Przewodniczącym Komitetu Budowy Pomnika był gorzowski lekarz i działacz społeczny doktor Edward Stapf.
Odsłonięcie pomnika w roku 1957 oznaczało, że stał się on pierwszym pomnikiem wzniesionym w ówczesnym województwie zielonogórskim (i tym samym w powojennym Gorzowie Wielkopolskim), a drugim pomnikiem Mickiewicza na Ziemiach Odzyskanych.
W roku 2016 Rada Miasta podjęła decyzję o przebudowie skrzyżowania i jednocześnie wyraziła zgodę na zmianę lokalizacji pomnika i przesunięcie go o 12 metrów. Tymczasowy demontaż pomnika rozpoczął się na jesieni 2019 roku. 10 lutego 2020, w trakcie prac przy demontażu cokołu nadzorowanych przez archeologów z Muzeum Lubuskiego, odnaleziono tubę zawierającą dwa akty erekcyjne – pomnika Adama Mickiewicza z 1957 oraz niezrealizowanego Pomnika Wolności z 1945. We wrześniu 2020 pomnik ponownie stanął na cokole - w odległości 12 metrów od pierwotnej lokalizacji.

## Opis
Żeliwny pomnik znajduje się na granitowym cokole. Wizerunek poety jest pełnopostaciowy. Wzrok kieruje przed siebie. W lewej ręce przytrzymuje księgę. Dookoła cokołu biegnie napis:

POECIE I TRYBUNOWI LUDU
ADAMOWI MICKIEWICZOWI
SPOŁECZEŃSTWO GORZOWA
W SETNĄ ROCZNICĘ ZGONU

## Współczesne znaczenie
Gorzowski pomnik Adama Mickiewicza niejednokrotnie był miejscem organizacji różnych okolicznościowych wydarzeń i happeningów.
Lokalne media odnotowały m.in. takie wydarzenia jak:
- 2005 – mycie pomnika przez gorzowską młodzież przed zbliżającą się 150. rocznicą urodzin poety[14];
- 2008 – pomnik włączono do kampanii W Polsce nawet pomniki kibicują Naszym, którą zorganizowano w związku z mistrzostwami Europy w piłce nożnej. Postać poety została wówczas przybrana w koszulkę reprezentacji Polski[15];
- 2014 – happening uczniów i nauczycieli II Liceum Ogólnokształcącego z okazji imienin Adama Mickiewicza[16][17];
- 2016 – urodziny Adama Mickiewicza połączone z symulacją przesunięcia pomnika przez grupę uczniów[18].

## Galeria

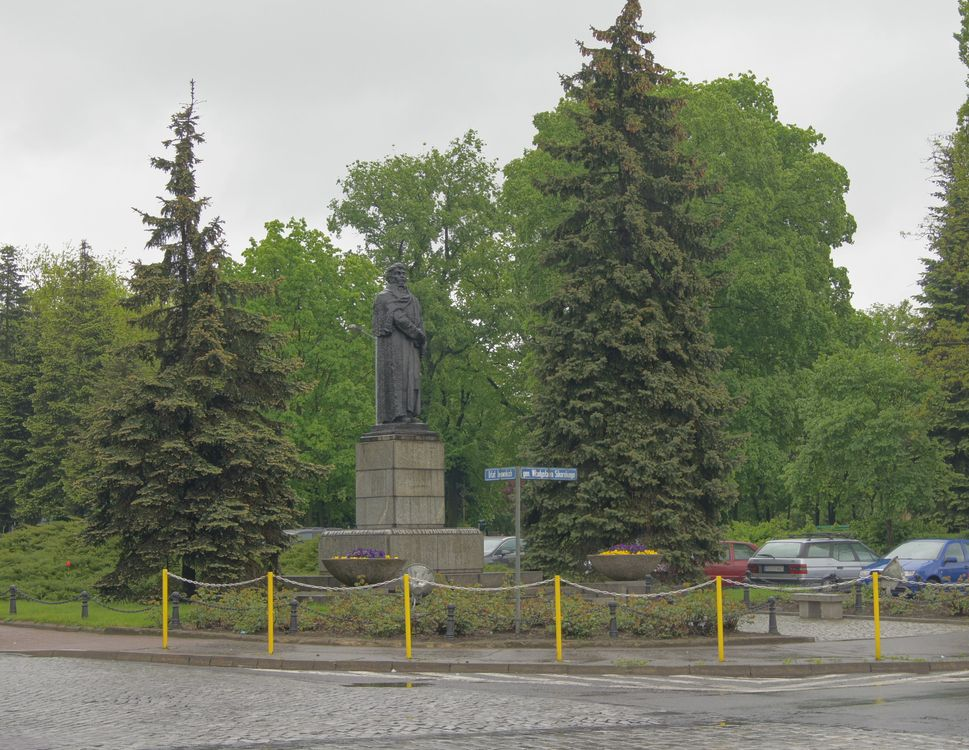
Widok z oddali
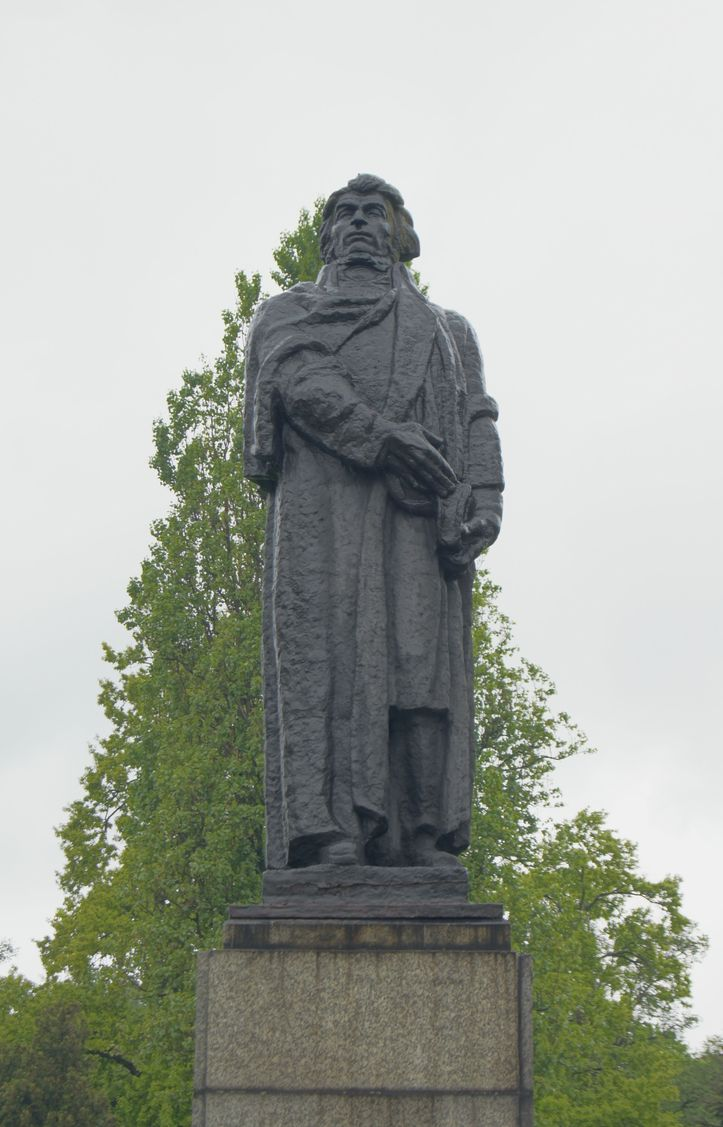
Postać Adama Mickiewicza
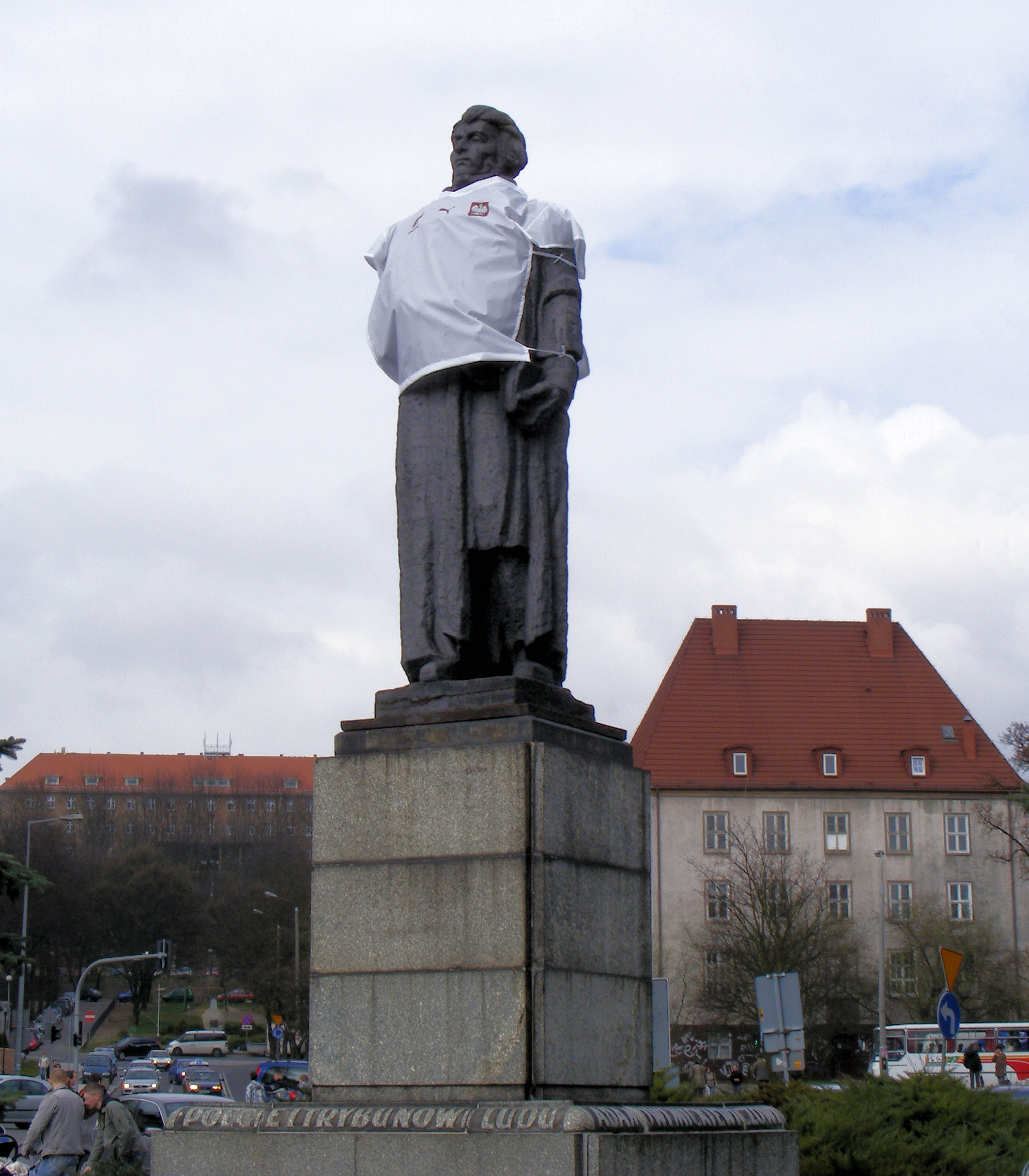
Pomnik ubrany w sportową koszulkę reprezentacji Polski
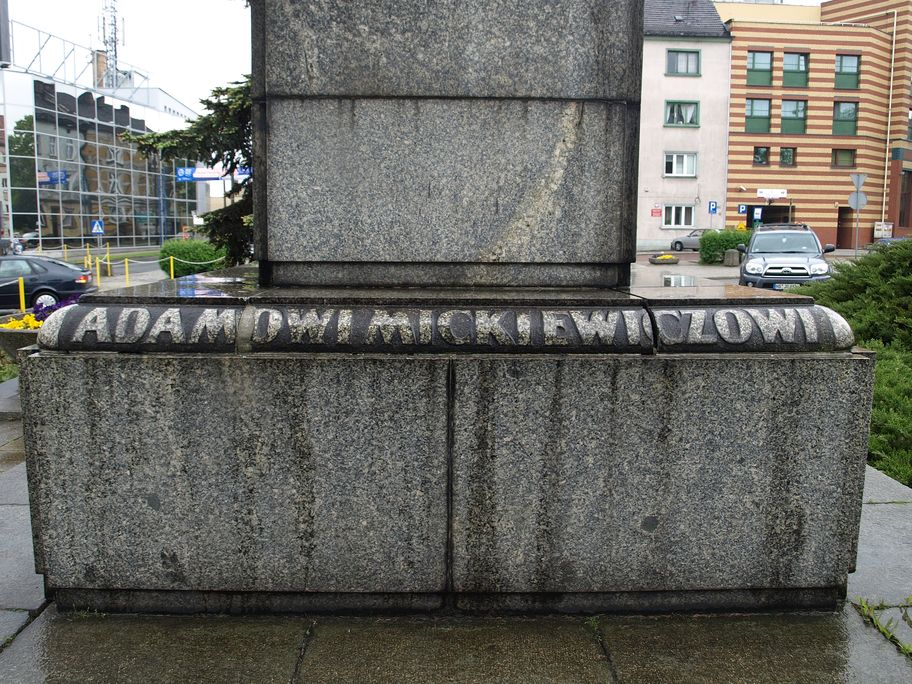
Fragment napisu na cokole